# Svartkärrets naturreservat
Svartkärrets naturreservat är ett naturreservat i Norrtälje kommun i Stockholms län.
Området är naturskyddat sedan 2006 och är 50 hektar stort. Reservatet består av barrskog med inslag av lövträd och asp samt tallskog.